# Article 14 bis de la Constitution belge
L'article 14 bis de la Constitution de la Belgique fait partie du titre II Des Belges et de leurs droits. Il abolit la peine de mort en Belgique.
Il date du 2 février 2005. Il n'a jamais été révisé.

## Texte
« La peine de mort est abolie. »